# Wzgórze Świętego Wojciecha w Gdańsku
Wzgórze Świętego Wojciecha – wzniesienie o wysokości 64,7 m n.p.m. położone w woj. pomorskim na obszarze miasta Gdańska, w jednostce administracyjnej Orunia-Św. Wojciech-Lipce.
Przez miejscową i okoliczną ludność wniesienie nazywane jest: Święty Wojciech, Góra Święty Wojciech, Góra Świętego Wojciecha, Wzgórze Świętego Wojciecha itd.
Według tradycji Święty Wojciech podczas swojej obecności w Gdańsku w X w. odprawił na tym wzniesieniu mszę św., zanim się udał do pogańskich Prusów.